# Klaas Bakker
Klaas Bakker (Amszterdam, 1926. április 22. – Amstelveen, 2016. január 7.) kétszeres bajnok holland labdarúgó.
Támadó játékos volt, a középpályán és csatárként is játszott. Először az amszterdami AVV De Volewijckers csapatában játszott. 17 évesen került a csapathoz, és az első évben részese volt klubja egyetlen bajnoki címének, melyet még az amatőr rendszerű holland bajnokságban szerzett.
1951 és 1957 között az amszterdami csapat, Ajax játékosa volt, így részese volt a profi labdarúgás hollandiai bevezetését követően az első bajnokságnak, és egyúttal az Ajax első bajnoki címének is.
1955-ben csapata VV DOS elleni bajnokin úgy győzött 6-3-ra, hogy mind a hat gólt Bakker szerezte.

## Sikerei, díjai
- Holland amatőr bajnok: 1943
- Holland profi bajnok: 1957